# Tous les mêmes
Tous les mêmes — сингл бельгийского исполнителя Stromae из альбома Racine Carrée, выпущенный в Бельгии в 2013 году. С момента релиза сингл побывал на первых местах в чартах Бельгии и Франции.

## Видеоклип
Видеоклип был выпущен на YouTube 18 декабря 2013 года. Клип показывает жизнь Stromae-женщины, раздражённой отношением к ней Stromae-мужчины. На протяжении всего видео певец изображает различные стереотипы женщин о мужчинах, сопровождаемые невербальными сигналами других персонажей видео. Световые эффекты в видеоклипе (зелёный цвет для мужчины, розовый — для женщины) помогают понять смысл песни и определить роль певца в данный момент. Кроме того, для большей понятности Поль сделал себе двойную причёску: на мужчину — короткие волосы, на женщину — «каскад».

## Значение
Хотя песня имеет спорный смысл, в целом Stromae пытается показать, насколько различные черты и формы поведения мужчины и женщины похожи. Как Stromae заявлял несколько раз, идеи и темы для своих песен он зачастую берёт из своей жизни. Яркими примерами являются «Alors on danse» и «Papaoutai».

## Чарты

### Недельные чарты
| Chart (2013/2014)               | Peak position |
| ------------------------------- | ------------- |
| Бельгия/Фландрия (Ultratop 50)  | 4             |
| (Ultratop Flanders Urban)       | 2             |
| Бельгия/Валлония (Ultratop 50)  | 1             |
| Франция (SNEP)                  | 1             |
| Нидерланды (Single Top 100)     | 29            |
| Швейцария (Schweizer Hitparade) | 27            |

### Годовые чарты
| Chart (2013)                   | Position |
| ------------------------------ | -------- |
| Бельгия (Ultratop 50 Flanders) | 96       |